# Маріян Чабрая
Маріян Чабрая (хорв. Marijan Čabraja, нар. 25 січня 1997, Пула) — хорватський футболіст, захисник клубу «Рієка» та молодіжної збірної Хорватії.
Виступав також за клуби «Динамо-2» (Загреб) та «Рієка».
Дворазовий чемпіон Хорватії. Володар Кубка Хорватії.

## Клубна кар'єра
Народився 25 січня 1997 року в місті Пула.
У дорослому футболі дебютував 2015 року виступами за команду «Динамо-2» (Загреб), у якій провів три сезони, взявши участь у 56 матчах чемпіонату. 
Своєю грою за цю команду привернув увагу представників тренерського штабу клубу «Гориця» (Велика Гориця), до складу якого приєднався 2018 року. Відіграв за команду з Великої Гориці наступні три сезони своєї ігрової кар'єри. Більшість часу, проведеного у складі «Гориці», був основним гравцем захисту команди.
Протягом 2021 року захищав кольори клубу «Динамо» (Загреб).
У 2021 році орендований клубом «Ференцварош», у складі якого провів наступний рік своєї кар'єри гравця. 
Протягом 2022 року захищав кольори клубу «Олімпія» (Любляна).
З 2022 року один сезон захищав кольори клубу «Гіберніан». Граючи у складі «Гіберніана» також здебільшого виходив на поле в основному складі команди.
До складу клубу «Рієка» приєднався 2023 року. Станом на 7 лютого 2025 року відіграв за команду з Рієки 11 матчів у національному чемпіонаті.

## Виступи за збірні
У 2011 році дебютував у складі юнацької збірної Хорватії (U-14), загалом на юнацькому рівні взяв участь у 25 іграх, відзначившись 3 забитими голами.
У 2019 році залучався до складу молодіжної збірної Хорватії. На молодіжному рівні зіграв у 3 офіційних матчах.